# Один брат на весь отряд
«Один брат на весь отряд» (англ. Den Brother) — оригинальный фильм канала Disney Channel. В главной роли Хатч Дано. Премьера в Америке состоялась 13 августа 2010 года на кабельном телеканале Disney Channel и собрала аудиторию в 3 700 000 зрителей.

## Сюжет
Самовлюблённый старшеклассник Алекс, лучший хоккеист школы, считает, что мир крутится вокруг него. Но когда его младшей сестре понадобится помощь, его жизнь изменится навсегда.

## В ролях
| Актёр          | Роль             |
| -------------- | ---------------- |
| Хатч Дано      | Алекс Пирсон     |
| Джи Ханнелиус  | Эмили Пирсон     |
| Морис Годен    | Профессор Пирсон |
| Дэвид Ламберт  | Дэни Густов      |
| Келси Чоу      | Матисс Буроу     |
| Дебра Муни     | Мисис Джеклитз   |
| Келли Гулд     | Рейчел           |
| Киара Мухаммад | Урсула           |
| Тейлор Эндер   | Эбби Гейл        |
| Хейли Тджу     | Тина             |
| Викки Льюис    | Дина Рамс        |

## Съёмки
Фильм был снят в начале 2010 года в Солт-Лейк-Сити, штат Юта.